# Цянь-Горлос-Монгольский автономный уезд
Цянь-Горлос-Монгольский автономный уезд (кит. упр. 前郭尔罗斯蒙古族自治县, пиньинь Qián’guō'ěrluósī měnggǔzú zìzhìxiàn, монг. Өмнөд Горлосын Монгол өөртөө засах шянь) — автономный уезд в городском округе Сунъюань, провинция Гирин, КНР.

## История
В XV веке монголы рода Хорчин разделились на четыре части, левое крыло хорчинов стало именоваться «Горлос». В 1648 году горлосские монголы разделились на «переднее» («цянь») и «заднее» («хоу») «знамёна» (то есть на южную и северную части); так образовались два хошуна, существовавшие во времена империи Цин.
После Синьхайской революции Китайская республика не изменила существовавшей у местных монголов административной структуры, сохранив имеющиеся хошуны, подчиняющиеся аймаку Джирэм. После образования марионеточного государства Маньчжоу-го хошун вошёл в состав провинции Гирин.
После Второй мировой войны эти земли вошли в состав провинции Нэньцзян, а после её ликвидации в 1949 году — в состав провинции Гирин. В 1956 году был образован Цянь-Горлос-Монгольский автономный уезд.

## Административное деление
Уезд делится на 8 посёлков и 14 волостей.